# WTA de Dubai
O WTA de Dubai – ou Dubai Duty Free Tennis Championships, atualmente – é um torneio de tênis profissional feminino, de nível WTA 500.
Realizado em Dubai, nos Emirados Árabes Unidos, estreou em 2001. Os jogos são disputados em quadras duras durante o mês de fevereiro.
Entre 2014 e 2023, alternou categoria com Doha. Em um ano, Dubai era da maior categoria dos eventos regulares, enquanto Doha era da segunda categoria da lista. No outro ano, invertiam. Esse sistema foi abandonado em 2024, quando os dois torneios se fixaram como WTA 1000.

## Histórico
O torneio inaugural feminino da WTA estreou em 2001 como um torneio Premier e foi vencido por Martina Hingis.
Durante cinco anos, a belga Justine Henin, pelo lado feminino, dominou os torneios de simples. Entre 2003 e 2007, Henin conquistou o título de simples quatro vezes. Porém, em 2008, ela não conseguiu chegar à final; Elena Dementieva tornou-se a nova campeã. Depois disso, Venus Williams, Simona Halep e Elina Svitolina foram as que mais venceram o torneio.
Em 2005, o Dubai Duty Free Tennis Championships implementou uma política de premiação igual em dinheiro para homens e mulheres, tornando-se o terceiro evento de tênis profissional a fazê-lo, depois do US Open e do Australian Open.

## Controvérsia do visto Shahar Pe'er em 2009
Em fevereiro de 2009, a jogadora israelense Shahar Pe'er teve o visto de entrada negado pelos Emirados Árabes Unidos, país que na época não mantinha relações diplomáticas com Israel. O diretor do torneio, Salah Tahlak, disse que Pe'er foi recusada alegando que sua aparição poderia incitar a raiva no país árabe, depois de ela já ter enfrentado protestos anteriores no ASB Classic sobre o conflito Israel-Gaza de 2008-2009. Várias jogadoras importantes, entre eles Venus Williams, condenaram a ação de não conceder um visto a Pe'er.
Em resposta, o Dubai Duty Free Tennis Championships foi multado em um valor recorde de US$ 300 mil. A multa foi apelada pela DTC, mas o WTA Tour Board rejeitou o recurso. Pe'er recebeu uma garantia para participar da próxima edição (2010) do evento, mais US$ 44.250, valor igual ao prêmio médio em dinheiro que ela ganhou por torneio em 2008. Vários tenistas de alto nível, incluindo o vencedor de 2008, Andy Roddick, desistiram do evento masculino (ATP 500 Dubai), que estava programado para acontecer uma semana após o evento feminino. Como resultado, os Emirados Árabes Unidos emitiram ao israelense Andy Ram um visto para o torneio masculino.

## Finais

### Simples
| Ano  | Campeã                 | Vice-campeã          | Resultado      |
| ---- | ---------------------- | -------------------- | -------------- |
| 2025 | Mirra Andreeva         | Clara Tauson         | 7–61, 6–1      |
| 2024 | Jasmine Paolini        | Anna Kalinskaya      | 4–6, 7–5, 7–5  |
| 2023 | Barbora Krejčíková     | Iga Świątek          | 6–4, 6–2       |
| 2022 | Jeļena Ostapenko       | Veronika Kudermetova | 6–0, 6–4       |
| 2021 | Garbiñe Muguruza       | Barbora Krejčíková   | 7–66, 6–3      |
| 2020 | Simona Halep           | Elena Rybakina       | 3–6, 6–3, 7–65 |
| 2019 | Belinda Bencic         | Petra Kvitová        | 6–3, 1–6, 6–2  |
| 2018 | Elina Svitolina        | Daria Kasatkina      | 6–4, 6–0       |
| 2017 | Elina Svitolina        | Caroline Wozniacki   | 6–4, 6–2       |
| 2016 | Sara Errani            | Barbora Strýcová     | 6–0, 6–2       |
| 2015 | Simona Halep           | Karolína Plíšková    | 6–4, 7–64      |
| 2014 | Venus Williams         | Alizé Cornet         | 6–3, 6–0       |
| 2013 | Petra Kvitová          | Sara Errani          | 6–2, 1–6, 6–1  |
| 2012 | Agnieszka Radwańska    | Julia Görges         | 7–5, 6–4       |
| 2011 | Caroline Wozniacki     | Svetlana Kuznetsova  | 6–1, 6–3       |
| 2010 | Venus Williams         | Victoria Azarenka    | 6–3, 7–5       |
| 2009 | Venus Williams         | Virginie Razzano     | 6–4, 6–2       |
| 2008 | Elena Dementieva       | Svetlana Kuznetsova  | 4–6, 6–3, 6–2  |
| 2007 | Justine Henin          | Amélie Mauresmo      | 6–4, 7–5       |
| 2006 | Justine Henin-Hardenne | Maria Sharapova      | 7–5, 6–2       |
| 2005 | Lindsay Davenport      | Jelena Janković      | 6–4, 3–6, 6–4  |
| 2004 | Justine Henin-Hardenne | Svetlana Kuznetsova  | 7–63, 6–3      |
| 2003 | Justine Henin-Hardenne | Monica Seles         | 4–6, 7–64, 7–5 |
| 2002 | Amélie Mauresmo        | Sandrine Testud      | 6–4, 7–63      |
| 2001 | Martina Hingis         | Nathalie Tauziat     | 6–4, 6–4       |

### Duplas
| Ano  | Campeãs                                            | Vice-campeãs                          | Resultado         |
| ---- | -------------------------------------------------- | ------------------------------------- | ----------------- |
| 2025 | Kateřina Siniaková Taylor Townsend                 | Hsieh Su-wei Jeļena Ostapenko         | 7–65, 6–4         |
| 2024 | Storm Hunter Kateřina Siniaková                    | Nicole Melichar-Martinez Ellen Perez  | 6–4, 6–2          |
| 2023 | Veronika Kudermetova Liudmila Samsonova            | Chan Hao-ching Latisha Chan           | 6–4, 46–7, [10–1] |
| 2022 | Veronika Kudermetova Elise Mertens                 | Lyudmyla Kichenok Jeļena Ostapenko    | 6–1, 6–3          |
| 2021 | Alexa Guarachi Darija Jurak                        | Xu Yifan Yang Zhaoxuan                | 6–0, 6–3          |
| 2020 | Hsieh Su-wei Barbora Strýcová                      | Barbora Krejčíková Zheng Saisai       | 7–5, 3–6, [10–5]  |
| 2019 | Hsieh Su-wei Barbora Strýcová                      | Lucie Hradecká Ekaterina Makarova     | 6–4, 6–4          |
| 2018 | Chan Hao-ching Yang Zhaoxuan                       | Hsieh Su-wei Peng Shuai               | 4–6, 6–2, [10–6]  |
| 2017 | Ekaterina Makarova Elena Vesnina                   | Andrea Hlaváčková Peng Shuai          | 6–2, 4–6, [10–7]  |
| 2016 | Chuang Chia-jung Darija Jurak                      | Caroline Garcia Kristina Mladenovic   | 6–4, 6–4          |
| 2015 | Tímea Babos Kristina Mladenovic                    | Garbiñe Muguruza Carla Suárez Navarro | 6–3, 6–2          |
| 2014 | Alla Kudryavtseva Anastasia Rodionova              | Raquel Kops-Jones Abigail Spears      | 6–2, 5–7, [10–8]  |
| 2013 | Bethanie Mattek-Sands Sania Mirza                  | Nadia Petrova Katarina Srebotnik      | 6–4, 2–6, [10–7]  |
| 2012 | Liezel Huber Lisa Raymond                          | Sania Mirza Elena Vesnina             | 6–2, 6–1          |
| 2011 | Liezel Huber María José Martínez Sánchez           | Květa Peschke Katarina Srebotnik      | 7–65, 6–3         |
| 2010 | Nuria Llagostera Vives María José Martínez Sánchez | Květa Peschke Katarina Srebotnik      | 7–65, 6–4         |
| 2009 | Cara Black Liezel Huber                            | Maria Kirilenko Agnieszka Radwańska   | 6–3, 6–3          |
| 2008 | Cara Black Liezel Huber                            | Zheng Jie Yan Zi                      | 7–5, 6–2          |
| 2007 | Cara Black Liezel Huber                            | Svetlana Kuznetsova Alicia Molik      | 7–66, 6–4         |
| 2006 | Květa Peschke Francesca Schiavone                  | Svetlana Kuznetsova Nadia Petrova     | 3–6, 7–61, 6–3    |
| 2005 | Virginia Ruano Pascual Paola Suárez                | Svetlana Kuznetsova Alicia Molik      | 76–7, 6–2, 6–1    |
| 2004 | Janette Husárová Conchita Martínez                 | Svetlana Kuznetsova Elena Likhovtseva | 6–0, 1–6, 6–3     |
| 2003 | Svetlana Kuznetsova Martina Navrátilová            | Cara Black Elena Likhovtseva          | 6–3, 7–67         |
| 2002 | Barbara Rittner María Vento-Kabchi                 | Sandrine Testud Roberta Vinci         | 6–3, 6–2          |
| 2001 | Yayuk Basuki Caroline Vis                          | Åsa Carlsson Karina Habšudová         | 6–0, 4–6, 6–2     |